# Bucculatrix helichrysella
Bucculatrix helichrysella is een vlinder uit de familie ooglapmotten (Bucculatricidae). De wetenschappelijke naam is voor het eerst geldig gepubliceerd in 1889 door Constant.
De soort komt voor in Europa.